# Кваш, Абрам Львович
Абрам Львович Кваш (? ум. 25 сентября 1919, Москва) — секретарь бюро субботников при Московском комитете РКП(б). Похоронен у Кремлёвской стены.

## Биография
Работал присяжным поверенным на Украине. Являлся членом Чупаховской парторганизации Лебединского уезда Харьковской губернии с номером партийного билета 24. Потерял правую ногу, ходил на протезе.
В августе 1919 года при отступлении Красной Армии с Украины он эвакуировался в Москву. 4 сентября 1919 года ЦК РКП(б) командировал прибывшего с Украины Абрама в распоряжение Московского комитета партии.
Еще весной 1919 года в Москве зародился почин трудящихся — коммунистические субботники. Для руководства новым движением масс было создано специальное Бюро субботников из трех человек, в том числе А. Л. Кваш и секретаря МК РКП(б) В. М. Загорского.
Кваш занимался пропагандой идеи субботников, контролировал и вел учет проделанной работы, координировал организацию субботников в районах Москвы.
Погиб при взрыве 25 сентября 1919 года в Леонтьевском переулке в здании Московского комитета РКП(б).
Похоронен у Кремлёвской стены.